# Kamil Toliński
Kamil Toliński (ur. 7 listopada 1985 w Toruniu) – polski aktor. Karierę aktorską rozpoczął w Studiu P przy Młodzieżowym Domu Kultury w Toruniu. W 2009 roku ukończył studia na Państwowej Wyższej Szkole Teatralnej we Wrocławiu. Od 2013 roku występuje w teatrze Sztuka na wynos w Krakowie.

## Filmografia
Opracowano na podstawie portalu filmpolski.pl
- 2008: Golgota Wrocławska (spektakl telewizyjny) – funkcjonariusz UB
- 2009: Generał Nil – obsada aktorska
- 2009: Afonia i pszczoły – obsada aktorska
- 2010: Usta usta – Patryk (odc. 25)
- 2010: Ojciec Mateusz – przechodzeń (odc.38)
- 2010: Nowa – student (odc.13)
- 2010: Niezapomniany (etiuda szkolna) – wolontariusz
- 2011: Róża – listonosz
- 2011: Idziemy na wojnę! (etiuda szkolna) – Kiełbasa
- 2011: 80 milionów – cinkciarz Mundek
- 2013: Prawo Agaty – informatyk domu akcyjnego (odc. 37)
- 2014: To nie koniec świata – pomocnik kucharza (odc. 16)
- 2015: Stestuj rycerza – obsada aktorska
- 2016: Męski wieczór (etiuda szkolna) – ksiądz
- 2016: Druga szansa. Drugi sezon – kelner (odc. 10)
- 2016: Bodo – barman w „Perskim Oku” (odc. 9)
- 2017: Człowiek z magicznym pudełkiem – asystent Stanisław
- 2018: Korona królów – sługa Gamoń
- Klan (serial telewizyjny) – malarz Ireneusz Strumień
- Pierwsza miłość – Inter
- Julia – Paweł, przyjaciel Darka